# Josivini Maria
Josivini Maria – fidżyjska lekkoatletka, sprinterka.
W 1997 zdobyła dwa medale na młodzieżowych mistrzostwach Oceanii: srebrny w biegu na 200 m z czasem 26,14 s i brązowy na 100 m z czasem 12,50 s, a także wystartowała na miniigrzyskach Południowego Pacyfiku, na których była 5. na 100 m z czasem 13,08 s i 4. na 200 m z czasem 25,94 s. W 1999 została srebrną medalistką igrzysk Południowego Pacyfiku na 100 m z czasem 12,21 s. Na tych samych zawodach była też 4. na 200 m z czasem 25,44 s.